# Cyklický kód
Cyklický kód je v teorii kódování lineární kód, který je uzavřený vzhledem k cyklickému posunu.

## Formální definice
Lineární kód C se nazývá cyklický kód, jestliže pro každé kódové slovo (a0, a1, a2, ...,an-1) je také slovo (an-1, a0, a1,..., an-2) kódovým slovem.
Kódová slova cyklického kódu délky n se zapisují ve tvaru formálních polynomů stupně menšího než n s využitím izomorfismu {\displaystyle (a_{0},a_{1},\dots ,a_{n-1})\to a_{0}+a_{1}x+\cdots +a_{n-1}x^{n-1}}.
Cyklický posun odpovídá násobení polynomem x modulo xn-1:
{\displaystyle x\cdot (a_{0}+a_{1}x+\cdots +a_{n-1}x^{n-1}){\bmod {(}}x^{n}-1)=a_{n-1}+a_{0}x+a_{1}x^{2}+\cdots +a_{n-2}x^{n-1}}.

## Generující polynom
Každý netriviální (tj. obsahující více než jedno slovo) cyklický (n,k)-kód C obsahuje (právě jeden, až na násobek) polynom g(x) stupně n-k. Je to polynom nejmenšího stupně mezi všemi nenulovými polynomy kódu C. Polynom g(x) se nazývá generující polynom kódu C a má následující vlastnosti:
- Kód C se skládá právě ze všech násobků polynomu g(x).
- Polynomy g(x), xg(x), x2g(x),...,xk-1g(x) tvoří bázi kódu C.
- Polynom g(x) dělí polynom xn-1 beze zbytku.

Cyklický kód je tedy jednoznačně určen svým generujícím polynomem.

## Kontrolní polynom
Polynom h(x) = (xn-1):g(x) nazveme kontrolním polynomem kódu C. Platí, že daný polynom v(x) je v kódu C, právě když platí v(x)h(x)≡0 mod (xn-1).
Kód, generovaný polynomem h(x), je ekvivalentní s kódem, duálním ke kódu C.

## Generující matice
Jedna z generujících matic cyklického kódu C s generujícím polynomem g(x)=g0+g1x+...+gn-kxn-k (o k řádcích a n sloupcích) má tvar
{\displaystyle \mathbf {G} ={\begin{pmatrix}g_{0}&g_{1}&\dots &g_{n-k}&0&0&\dots &0\\0&g_{0}&\dots &g_{n-k-1}&g_{n-k}&0&\dots &0\\\vdots &&\ddots &&\ddots &&\ddots &\vdots \\0&0&\dots &g_{0}&g_{1}&&\dots &g_{n-k}\end{pmatrix}}.}

## Kvazicyklické kódy
Zobecněním cyklických kódů jsou kódy kvazicyklické. Kód C je kvazicyklický, pokud pro nějaké celé číslo s platí, že cyklickým posunutím kódového slova o s pozic vznikne opět kódové slovo.